# کوه خوگاتی
کوه خؤگاتی (آسی: Хуыгаты хох یا Часавалы хох) کوهی در تنگه کودار در اوستیای جنوبی است.